# 2,4,5-三氯苯酚
2,4,5-三氯苯酚是一种有机化合物，化学式为C6H3Cl3O，它是三氯苯酚的同分异构体之一。它可由2,5-二氯苯酚和氯气在乙酸中反应制得。它和碳酸二甲酯反应，可以得到2,4,5-三氯苯甲醚。